# Новокрасне (Подільський район)
Новокра́сне (кол. Китроси) — село Окнянської селищної громади Подільського району Одеської області України. Населення становить 344 осіб.

## Історія
Під час організованого радянською владою Голодомору 1932—1933 років помер щонайменше 1 житель села.
Колишній орган місцевого самоврядування — Федосіївська сільська рада.
12 червня 2020 року, відповідно до Розпорядження Кабінету Міністрів України від № 724-р «Про визначення адміністративних центрів та затвердження територій територіальних громад Одеської області», увійшло до складу Окнянської селищної громади.
19 липня 2020 року, в результаті адміністративно-територіальної реформи і ліквідації Окнянського району, село увійшло до складу новоутвореного Подільського району.

## Населення
Згідно з переписом УРСР 1989 року чисельність наявного населення села становила 372 особи, з яких 156 чоловіків та 216 жінок.
За переписом населення України 2001 року в селі мешкали 344 особи.

### Мова
Розподіл населення за рідною мовою за даними перепису 2001 року:
| Мова       | Відсоток |
| ---------- | -------- |
| українська | 90,41 %  |
| молдовська | 9,30 %   |
| російська  | 0,29 %   |